# Väsby, Höganäs kommun
Väsby kyrkoby är kyrkbyn i Väsby socken i Höganäs kommun, belägen i utkanten av tätorten Höganäs. 
Invånarantalet ligger runt 300 personer. Väsby kyrka (S:t Andreas kyrka) har delar som är byggda på 1100- talet och är den äldsta kyrkan i Höganäs kommun.